# Campionati del mondo di atletica leggera 2009 - Maratona femminile
La gara di maratona femminile dei campionati del mondo di atletica leggera 2009 si è svolta il 23 agosto, con partenza alle 11:15. Alla gara hanno partecipato 71 atlete.
Ha vinto la cinese Bai Xue, con il tempo di 2h 25'15"; l'argento e il bronzo sono andati, rispettivamente, alla giapponese Yoshimi Ozaki e all'etiope Aselefech Mergia.
Lo standard di qualificazione era di 2 ore e 43 minuti.

## Risultati
| Pos. | Atleta                     | Nazione        | Tempo       | Note                                     |
| ---- | -------------------------- | -------------- | ----------- | ---------------------------------------- |
| 1    | Bai Xue                    | Cina           | 2h 25'15"   | Miglior prestazione personale stagionale |
| 2    | Yoshimi Ozaki              | Giappone       | 2h 25'25"   | Miglior prestazione personale stagionale |
| 3    | Aselefech Mergia           | Etiopia        | 2h 25'32"   |                                          |
| 4    | Zhou Chunxiu               | Cina           | 2h 25'39"   | Miglior prestazione personale stagionale |
| 5    | Zhu Xiaolin                | Cina           | 2h 26'08"   | Miglior prestazione personale stagionale |
| 6    | Marisa Barros              | Portogallo     | 2h 26'50"   |                                          |
| 7    | Yuri Kano                  | Giappone       | 2h 26'57"   | Miglior prestazione personale stagionale |
| 8    | Alevtina Biktimirova       | Russia         | 2h 27'39"   | Miglior prestazione personale stagionale |
| 9    | Kara Goucher               | Stati Uniti    | 2h 27'48"   | Miglior prestazione personale stagionale |
| 10   | Desireé Davila             | Stati Uniti    | 2h 27'53"   | Miglior prestazione personale            |
| 11   | Julia Mumbi Muraga         | Kenya          | 2h 28'59"   | Miglior prestazione personale stagionale |
| 12   | Sun Weiwei                 | Cina           | 2h 29'39"   | Miglior prestazione personale stagionale |
| 13   | Yoshiko Fujinaga           | Giappone       | 2h 29'53"   |                                          |
| 14   | Svetlana Zacharova         | Russia         | 2h 29'55"   |                                          |
| 15   | Bezunesh Bekele            | Etiopia        | 2h 30'03"   |                                          |
| 16   | Sabrina Mockenhaupt        | Germania       | 2h 30'07"   | Miglior prestazione personale stagionale |
| 17   | Lisa Jane Weightman        | Australia      | 2h 30'42"   | Miglior prestazione personale            |
| 18   | Živilė Balčiūnaitė         | Lituania       | 2h 31'06"   | Miglior prestazione personale stagionale |
| 19   | Kim Kum-Ok                 | Corea del Nord | 2h 31'24"   |                                          |
| 20   | Irene Limika               | Kenya          | 2h 31'29"   |                                          |
| 21   | Lidia Șimon                | Romania        | 2h 32'03"   |                                          |
| 22   | Dire Tune                  | Etiopia        | 2h 32'42"   |                                          |
| 23   | Beata Naigambo             | Namibia        | 2h 33'05"   | Miglior prestazione personale            |
| 24   | Alessandra Aguilar         | Spagna         | 2h 33'38    |                                          |
| 25   | Epiphanie Nyirabarame      | Ruanda         | 2h 33'59"   | Record nazionale                         |
| 26   | Atsede Baysa               | Etiopia        | 2h 36'04"   |                                          |
| 27   | Tera Moody                 | Stati Uniti    | 2h 36'39"   | Miglior prestazione personale stagionale |
| 28   | Olga Glok                  | Russia         | 2h 36'57"   |                                          |
| 29   | Paige Higgins              | Stati Uniti    | 2h 37'11"   | Miglior prestazione personale stagionale |
| 30   | Yukiko Akaba               | Giappone       | 2h 37'43"   |                                          |
| 31   | Lyubov Morgunova           | Russia         | 2h 38'23"   |                                          |
| 32   | Jong Yong-Ok               | Corea del Nord | 2h 38'29 "  |                                          |
| 33   | Susanne Hahn               | Germania       | 2h 38'39"   |                                          |
| 34   | Mary Davis                 | Nuova Zelanda  | 2h 38'48"   | Miglior prestazione personale            |
| 35   | Tara Quinn-Smith           | Canada         | 2h 39'19"   | Miglior prestazione personale stagionale |
| 36   | Risper Jemeli Kimaiyo      | Kenya          | 2h 39'23"   |                                          |
| 37   | Patrizia Morceli           | Svizzera       | 2h 39'37"   |                                          |
| 38   | Sun Suk Yun                | Corea del Sud  | 2h 39'56"   |                                          |
| 39   | Judith Ramírez             | Messico        | 2h 40'18"   |                                          |
| 40   | Fiona Docherty             | Nuova Zelanda  | 2h 40'18"   | Miglior prestazione personale            |
| 41   | Un Suk Phyo                | Corea del Nord | 2h 40'39"   |                                          |
| 42   | Adriana Aparecida da Silva | Brasile        | 2h 40'54"   | Miglior prestazione personale            |
| 43   | Shireen Crumpton           | Nuova Zelanda  | 2h 41'31"   | Miglior prestazione personale stagionale |
| 44   | Tanith Maxwell             | Sudafrica      | 2h 41'48"   | Miglior prestazione personale stagionale |
| 45   | Annemette Aagaard          | Danimarca      | 2h 42'03"   | Miglior prestazione personale stagionale |
| 46   | Martha Komu                | Kenya          | 2h 42'14"   | Miglior prestazione personale stagionale |
| 47   | Chol Sun Kim               | Corea del Nord | 2h 42'18"   |                                          |
| 48   | Patricia Lossouarn         | Francia        | 2h 42'40"   |                                          |
| 49   | Laurence Klein             | Francia        | 2h 42'47"   |                                          |
| 50   | Zoila Gómez                | Stati Uniti    | 2h 42'49"   | Miglior prestazione personale stagionale |
| 51   | Remalda Kergyte            | Lituania       | 2h 45'28"   | Miglior prestazione personale stagionale |
| 52   | Park Ho-sun                | Corea del Sud  | 2h 47'16"   |                                          |
| 53   | Stephanie Briand           | Francia        | 2h 48'16"   |                                          |
| 54   | Yamna Oubouhou             | Francia        | 2h 50'02"   | Miglior prestazione personale stagionale |
| 55   | Hilaria Johannes           | Namibia        | 2h 50'19"   | Miglior prestazione personale stagionale |
| 56   | Sandra Ruales              | Ecuador        | 2h 50'36    |                                          |
| 57   | Jane Suuto                 | Uganda         | 2h 52'44"   |                                          |
| 58   | Cécile Moynot              | Francia        | 2h 54'21"   |                                          |
| 59   | Nuţa Olaru                 | Romania        | 3'00'59"    |                                          |
|      | Nailiya Yulamanova         | Russia         | (2'27'08)   | squalificata                             |
|      | Magdaliní Gazéa            | Grecia         |             | squalificata                             |
|      | Maria Zeferina Baldaia     | Brasile        | Ritirata    | Ritirata                                 |
|      | Robe Guta                  | Etiopia        | Ritirata    | Ritirata                                 |
|      | Ulrike Maisch              | Germania       | Ritirata    | Ritirata                                 |
|      | Luminita Zaituc            | Germania       | Ritirata    | Ritirata                                 |
|      | Yeoryía Abatzídou          | Grecia         | Ritirata    | Ritirata                                 |
|      | Helena Loshanyang Kirop    | Kenya          | Ritirata    | Ritirata                                 |
|      | Victoria Poludina          | Kirghizistan   | Ritirata    | Ritirata                                 |
|      | Lee Sun-Young              | Corea del Sud  | Ritirata    | Ritirata                                 |
|      | Dulce María Rodríguez      | Messico        | Ritirata    | Ritirata                                 |
|      | Luvsanlkhundeg Otgonbayar  | Mongolia       | Ritirata    | Ritirata                                 |
|      | Clara Morales              | Cile           | Non partita | Non partita                              |
|      | Luminiţa Talpoş            | Romania        | Non partita | Non partita                              |